# كورليس ويليامسون
كورليس ويليامسون (بالإنجليزية: Corliss Williamson)‏ مواليد 4 ديسمبر 1973 في راسلفيل، هو لاعب كرة سلة أمريكي سابق أصبح مدرباً مساعدا بدأ مسيرته الاحترافية في سنة 1995. تم اختياره من قبل فريق سكرامنتو كينغز خلال الدرافت وهو مدرب مساعد لفريق أورلاندو ماجيك في الرابطة الوطنية لكرة السلة. يبلغ طوله 6 قدم 7 بوصة (2.0 م). اعتزل اللعب في 2007. فاز بلقب دوري إن بي إيه. أحرز خلال مسيرته في الإن بي إيه 9147 نقطة بمعدل 11.1 نقطة في المباراة الواحدة.

## المسيرة الاحترافية
لعب مع سكرامنتو كينغز من سنة 1995 إلى 2000، ثم لعب مع تورونتو رابتورز في موسم 2000–2001، ثم لعب مع ديترويت بيستونز من سنة 2001 إلى 2004، ثم لعب مع فيلادلفيا سفنتي سيكسرز في موسم 2004–2005، ثم لعب مع سكرامنتو كينغز من سنة 2005 إلى 2007.

## روابط خارجية
- كورليس ويليامسون على موقع الاتحاد الدولي لكرة السلة (الإنجليزية)
- كورليس ويليامسون على موقع إن بي أي (الإنجليزية)
- كورليس ويليامسون على موقع سبورتس رفرنس (الإنجليزية)
- كورليس ويليامسون على موقع كرة السلة الأوروبية.كوم (الإنجليزية)
- كورليس ويليامسون على موقع إي إس بي إن.كوم (الإنجليزية)
- كورليس ويليامسون على موقع كلية كرة السلة في سبورتس رفرنس.كوم (الإنجليزية)
- كورليس ويليامسون على موقع ريلجم (الإنجليزية)
- كورليس ويليامسون على موقع بروبوليرز (الإنجليزية)
- كورليس ويليامسون على موقع سبورتس رفرنس (الإنجليزية)
- كورليس ويليامسون على موقع كلية كرة السلة في سبورتس رفرنس.كوم (الإنجليزية)